# 溫尼伯章克申 (明尼蘇達州)
溫尼伯章克申（英語：Winnepeg Junction）是位於美國明尼蘇達州克萊縣海蘭格羅夫鎮區的一個鬼鎮。

## 歷史
隨著北太平洋鐵路的延伸，作為沿綫的溫尼伯章克申於1887年成立，同年設立郵局。當時當地擁有一座教堂、兩家酒店、兩家餐廳、一所烘焙店、一間學校、三個酒吧、三間馬房、一個穀倉塔。其後鐵路公司於1909年改道，使遊客大量減少，郵局亦於1910年停運。現時該地仍有少數的遺蹟。

## 地理
溫尼伯章克申所處的海拔為高於海平面354米（即1161英呎），而該地所採用的時區為UTC-6，即北美中部時區（CST）。同時該地設有夏令時間，為UTC-6調快一小時，即UTC-5（CDT）。